# Hermenegildo Arruga
Hermenegildo Arruga Liró (Barcelona, 15 de marzo de 1886 - Barcelona, 17 de mayo de 1972), médico y cirujano oftalmólogo y retinólogo español, I conde de Arruga.

## Biografía
Hijo de Eduardo Arruga, oftalmólogo que ejercía de ayudante en la clínica que tenía en Barcelona Manuel Menacho Peirón y administrador de la revista Archivos de Oftalmología Hispano-Americanos (que dirigía el propio Manuel Menacho Peirón).
Estudió medicina en su ciudad natal, que finaliza en 1908, y se inicia en la oftalmología en la misma consulta del doctor Menacho. Pensionado por del Ayuntamiento de Barcelona, realiza estancias en 1908-1909 en París (en la clínica oftalmológica del Hôtel Dieu y en el Instituto Pasteur, con Edmond Landolt y con Félix de Lapersonne) y en 1909-1910 en Berlín (en el servicio de oftalmología de la Königliche Charité, con Richard Greeff y con Julius Hirschberg).
Se establece en Barcelona, destacando por sus innovaciones tanto en diversas técnicas quirúrgicas oftalmológicas como en el diseño de instrumental oftalmológico. Es pionero en practicar en España la reacción de Wassermann de diagnosis sifilítica, en la aplicación del tonómetro para la medición de la tensión ocular y en la realización de muchas intervenciones como la dacriostomía sin saco lagrimal. En 1926 lee la tesis doctoral en la Universidad Central, de título Una modificación sencilla y eficaz de la dacriocistorrinostomía.
Realiza otra estancia en Lausana, con el doctor Jules Gonin, oftalmólogo pionero e innovador en el tratamiento quirúrgico del desprendimiento de retina (ablatio retinæ, amotio retinæ) mediante la técnica de Gonin de ignipuntura y termocauterización (cauterización de retina a través de la esclerótica mediante agujas con alta temperatura), con quien estableció una fuerte amistad además de convertirse en uno de los mayores seguidores de su técnica quirúrgica, y posteriormente modificador de la misma. A partir de entonces destaca, sobre todo, por su especialización en la cirugía de desprendimiento de retina, en cuyo tratamiento quirúrgico de dicha patología llega a obtener renombre internacional.
Autor de gran número de artículos, conferencias y obras especializadas, entre las que destacan las dedicadas a la retinología, Etiología y patogenia del desprendimiento de retina (1933), El desprendimiento de la retina (1936), Cirugía ocular (1946), Tratamiento del desprendimiento de la retina por la técnica del cerclaje (1962), todas traducidas a varios idiomas, Experiencia de mil operaciones de cerclaje en el desprendimiento retiniano (1969), su último trabajo publicado en una revista científica, y La terapéutica del desprendimiento de la retina (1970). Asimismo publicó un Vocabulario oftalmológico (1954).
Además de la introducción de notables adelantos en las técnicas quirúrgicas oftalmológicas, también lo hizo con el diseño de instrumental quirúrgico oftalmológico específico, del que destaca la pinza capsular de Arruga, utilizada para la extracción de la catarata (cristalino opaco).
Fue miembro de multitud de organismos relacionados con su disciplina, entre los que destacan su actividad como miembro del comité directivo del Consejo Internacional de Oftalmología [Conseil International d'Ophtalmologie]; presidente y presidente de honor de la Sociedad Oftalmológica Hispano-Americana; presidente de la sección de Oftalmología de la Academia de Ciencias Médicas de Barcelona; miembro correspondiente de la Sociedad Francesa de Oftalmología (1948), de la Sociedad Alemana de Oftalmología, socio de honor de la Sociedad Suiza de Oftalmología (1957) y de las Sociedades Oftalmológicas de Argentina, Brasil, Cuba y Egipto, entre otras; y miembro honorario de la Academia Nacional de Medicina de Río de Janeiro (1962), de la Academia de Medicina de Argentina y de la Academia de Medicina de México.
Participó en numerosos congresos nacionales e internacionales, con nombramiento como representante español presidiendo la delegación oficial nacional, en los siguientes congresos internacionales: XII Congreso Internacional de Oftalmología (San Petersburgo, 1914), que no llegó a celebrarse; XIII Congreso Internacional de Oftalmología (Ámsterdam, 1929); XIV Congreso Internacional de Oftalmología (Madrid, 1933), cuyo tema central fue el desprendimiento de retina, siendo ponentes oficiales Alfred Vogt, Giuseppe Ovio y Hermenegildo Arruga Liró, con la ponencia Etiología y patogenia del desprendimiento de la retina. En este congreso se mostraría que los avances con la técnica de diatermia con corriente de alta frecuencia (desarrollada en su forma monopolar por Henricus Weve, Sven Larsson y Karl Safar, y bipolar por Robert Machemer), presentaban mejoras sobre los resultados de la técnica anterior de termopunción de Jules Gonin; XVI Congreso Internacional de Oftalmología (Londres, 1950), donde presentó una ponencia de actualización sobre el desprendimiento de retina y recibió la Medalla Gonin; XVII Congreso Internacional de Oftalmología (Toronto-Nueva York, 1954); XIX Congreso Internacional de Oftalmología (Nueva Delhi, 1962); II Congreso Panamericano de Oftamología (Montevideo, 1945); III Congreso Panamericano de Oftamología (La Habana, 1948); V Congreso Panamericano de Oftamología (Santiago de Chile, 1956); VI Congreso Panamericano de Oftamología (Caracas, 1960); VII Congreso Panamericano de Oftamología (1965); y I Congreso Luso-Hispano-Brasileiro de Oftalmología (Oporto, 1968). En 1948 asiste como representante oficial a la reunión de la Sociedad Francesa de Oftalmología y en 1951 pronuncia la conferencia de la asamblea de la Academia Americana de Oftalmología.
En 1968 declaraba que por su consulta habían llegado a pasar 138.000 personas, y había realizado cerca de 8.000 intervenciones de extirpación de catarata (cristalino opaco) y 5.000 intervenciones de desprendimiento de retina.
Casado con Teresa Forgas López en 1914, con la que tuvo cuatro hijos, Dolores Arruga Forgas, María Arruga Forgas, Teresa Arruga Forgas y Alfredo Arruga Forgas (1920-2008), que continuó la profesión oftalmológica iniciada por su abuelo, Eduardo, y seguida por su padre, Hermenegildo. A su vez, su hijo, Jorge Arruga Ginebreda (1950- ) es continuador familiar en la profesión de oftalmólogo.

## Honores y distinciones
- Título nobiliario de conde de Arruga, (Ministerio de Justicia, 1950).[22]
- Caballero gran cruz de la Orden de Isabel la Católica (Ministerio de Asuntos Exteriores, 1956).[23]
- Gran Cruz del Mérito Naval con distintivo blanco, (Ministerio de Marina, 1952).[24]
- Gran cruz de la Orden de Alfonso X el Sabio, (Ministerio de Educación Nacional, 1942).[25]
- Gran cruz de la Orden Civil de Sanidad, (Ministerio de Gobernación, 1961).[26]
- Medalla Gonin (Conseil International d'Ophtalmologie, 1950).[27][16][28]
- Doctor honoris causa por la Universidad de Barcelona, (Universidad de Barcelona, 1970).[29]
- Doctor honoris causa por la Universidad de Heidelberg (1957).[30]
- Honorary Fellowship del Real Colegio de Cirujanos de Edimburgo (1950).[16]
- Miembro de número de la Real Academia de Medicina y Cirugía de Barcelona, (electo en 1948;[31] toma posesión el 2 de marzo de 1952 con el discurso «Los progresos de la ciencia ocular»[32]).
- Miembro de honor del Consejo Superior de Investigaciones Científicas.
- Miembro de honor del Instituto de Cultura Hispánica (1962).[33]
- Académico de honor de la Academia de Doctores del Distrito de Barcelona (1969).[34]
- Director honorario del Hospital Español de Rosario-República Argentina (1956).[35]
- Presidente de Honor de la Sociedad Oftalmológica Hispano-Americana.
- Miembro honorario de treinta y cuatro academias y sociedades oftalmológicas.
- Premio Conde de Cartagena (Real Academia de Medicina y Cirugía de Madrid).
- Premio Pere Virgili (Societat Catalana de Cirurgia, 1966).[36]
- Hijo adoptivo de Bagur.
- Ciudadano adoptivo de Río de Janeiro.
- Medalla de Plata de la Provincia de Barcelona (1951).[37][38]
- Medalla de Oro de la Ciudad de Barcelona (1957).[39]
- Miembro de la Real Orden de Jorge I, de Grecia.
- Comendador de la Ordem Nacional do Cruzeiro do Sul, de Brasil (1940)[40] y Grande Oficial de la Ordem Nacional do Cruzeiro do Sul, de Brasil (1954).[41]
- Caballero de la Orden del Libertador, de Venezuela.

En su honor la entonces, Sociedad Oftalmológica Hispano-Americana (luego Sociedad Española de Oftalomología) instituyó la Medalla Arruga, que se concede anualmente.

## Epónimos

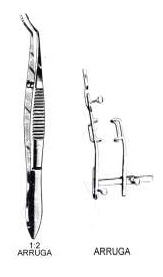
Pinza de Arruga y espéculo o blefarostato de Arruga

### Técnicas quirúrgicas oftalmológicas
- Operación de Arruga de dacriocistorrinostomía: Técnica de diéresis y drenaje del saco lacrimal mediante la perforación del hueso por taladros cilíndricos huecos accionados por un motor eléctrico.
- Operación de Arruga de desprendimiento de retina, Cerclaje escleral ecuatorial de Arruga, Corte de Arruga o Sutura de Arruga: Técnica de reducción de la cavidad ocular en el desprendimiento de retina, mediante una sutura o cerclaje escleral que pasa por la región ecuatorial.[42][10]
- Operación de Arruga de evisceroenucleación: Técnica de evisceroenucleación dejando un anillo de esclerótica desde el limbo al ecuador.
- Operación de Arruga de queratoplastia: Técnica de queratoplastia de tejido corneal.
- Operación de Arruga de óculotenotomía: Técnica de tenotomía ocular con retención graduable del tendón ocular mediante hilo de sutura.[43]
- Operación de Arruga-Berens.

### Instrumental oftálmológico
- Pinza de Arruga o Fórceps capsular de Arruga: Pinza o fórceps para la extracción capsular intraocular de la catarata (cristalino opaco). Es el instrumento más conocido que lleva su nombre y que constituye su mayor aportación en la creación de instrumental oftalmológico. En 1957 se habían fabricado ya más de 30.000 pinzas de Arruga.
- Pinza o fórceps capsular de Arruga-McCool: Variación de la pinza de Arruga realizada por Joseph L. McCool.
- Pinza o fórceps capsular de Arruga-Castroviejo: Variación de la pinza de Arruga realizada por Ramón Castroviejo Briones.
- Pinza o fórceps capsular de Arruga-Nicetic: Variación de la pinza de Arruga realizada por B. Nicetic.
- Espéculo ocular de Arruga o Blefarostato de Arruga.
- Espéculo ocular de Arruga-Neame: Variación del espéculo ocular de Arruga realizada por Humprey Neame.[44]
- Espéculo ocular de Arruga-Stocker: Variación del espéculo ocular de Arruga realizada por Frederick William Stocker.[45]
- Gancho intracapsular de Arruga o Gancho de extracción de Arruga.
- Gancho muscular de Arruga.
- Escalpelo de catarata de Graefe-Arruga: Variación realizada por Hermenegildo Arruga del escalpelo de catarata de Albrecht von Graefe.
- Retractor orbital de Arruga o Retractor del globo ocular de Arruga.
- Retractor palpebral de Arruga.
- Trépano lacrimal de Arruga.
- Implante intraocular de Arruga o Lente de Arruga.
- Implante intraocular de Arruga-Moura-Brasil: Lente ocular intratenoniana de Hermenegildo Arruga y Octávio Moura Brasil do Amaral.
- Porta-aguja de Arruga.
- Porta-aguja de Arruga-Keller: Variación del porta-aguja realizada por H. H. Keller.[46]
- Porta-microaguja de Kalt-Arruga: Variación realizada por Hermenegildo Arruga del porta-microaguja de Eugène Kalt.
- Espátula ocular de Arruga.
- Protector ocular de Arruga.